# شریان تیروئید ایما
شریان تیروئیدایما (انگلیسی: thyroid ima artery؛ که به آن، شریان تیروئید نیوبائر یا شریان تیروئید تحتانی نیز گفته می‌شود) یک شریان در منطقه سر و گردن است. این شریان یک نوع تغییر آناتومیکی محسوب می‌شود که در صورت وجود، عمدتاً به خون‌رسانی به غده تیروئید می‌پردازد؛ در موارد نادر نیز می‌تواند به نای، غده پاراتیروئید و غده تیموس (به‌عنوان شریان تیمیکا اکسسوریا) خون‌رسانی کند.
همچنین گزارش شده است که در صورت عدم وجود یکی یا هر دو سرخرگ تیروئیدی زیرین، این شریان می‌تواند به‌عنوان یک شریان جبرانی عمل کند و در برخی موارد تنها منبع خون‌رسانی به غده تیروئید محسوب شود. علاوه بر این، منشأ، اندازه، الگوی خون‌رسانی و خاتمه آن از فردی به فرد دیگر متفاوت است؛ به‌طوری که این شریان در حدود ۳٫۸٪ از جمعیت دیده می‌شود و در جنین‌ها ۴٫۵ برابر شایع‌تر از بزرگسالان است.
به دلیل تنوع آناتومیکی و نادر بودن این شریان، احتمال بروز عوارض جراحی در طول پروسه‌هایی مانند تراکستومی و سایر روش‌های مدیریت راه هوایی وجود دارد.

## ساختار
شریان تیروئیدایما یک شریان جنینی است که به علت عدم بسته‌شدن شریان در دوران رشد جنینی به وجود آمده و همچنان به‌صورت باز (پاتنت) باقی می‌ماند.
این شریان دارای منشأ متغیری است و عمدتاً از سرخرگ بازویی‌سری منشعب می‌شود. با این حال، ممکن است از سایر ساختارهای عروقی از جمله قوس آئورت، شریان کاروتید مشترک، سرخرگ زیرترقوه‌ای، شریان پری‌کاردیکوفرنیک، تنه تیروئیدی-گردنی، شریان عرضی کتف یا شریان داخلی سینه‌ای نیز منشعب گردد. این شریان در جلوی نای، در مدیاستن صعود کرده و به قسمت پایین غده تیروئید می‌رسد.
این شریان از نظر اندازه در محدوده‌ای متغیر عمل می‌کند؛ می‌تواند سایزی کوچک مانند شریان کمکی تیروئید داشته باشد یا به بزرگی شریان‌های اصلی تیروئید رشد کند، به طوری که قطر تنه آن بین ۳ تا ۵ میلی‌متر متغیر است. علاوه بر این، ممکن است این شریان به‌عنوان شریان کمکی تیروئید ظاهر شود و در برخی مواقع نقش جبران‌کننده ناکارآمدی یا عدم حضور یکی یا چند شریان اصلی تیروئید را ایفا کند.
از آنجایی که این شریان از زیر غده تیروئید آغاز شده و به سمت بالا صعود می‌کند، معمولاً با عدم حضور یا کاهش اندازه شریان‌های تیروئید تحتانی همراه است؛ در چنین مواردی به این شریان به‌عنوان شریان تیروئید تحتانی کمکی اشاره می‌شود. به‌علاوه، در موارد نادر دیده شده است که این شریان به‌عنوان جبران‌کننده عدم حضور یکی یا هر دو شریان‌های تیروئید فوقانی عمل می‌کند.
همچنین، این شریان از نظر اندازه همچنان متغیر است؛ قطر مجرا (کالبدشناسی) آن نیز بین ۳ تا ۵ میلی‌متر است و ممکن است به‌عنوان شریان کمکی تیروئید ظاهر شود، گرچه در مواقعی به‌عنوان جبران‌کننده ناکارآمدی یا عدم حضور برخی شریان‌های اصلی تیروئید عمل می‌کند. از آنجا که این شریان از زیر غده تیروئید آغاز شده و به سمت بالا صعود می‌کند، معمولاً با عدم حضور یا کاهش اندازه شریان تیروئیدی زیرین همراه است؛ بنابراین در چنین مواردی به این شریان به‌عنوان شریان تیروئید تحتانی کمکی اشاره می‌شود.
در موارد نادر، مشاهده شده است که این شریان به‌عنوان جبران‌کننده نبود یکی یا هر دو شریان تیروئیدی زبرین عمل می‌کند. همچنین، در مواردی که طول شریان تیروئیدایما کوتاه‌تر است، این شریان به غده تیموس خون‌رسانی می‌کند و به نام تیمیکا اکسسوریا شناخته می‌شود.

## عملکرد

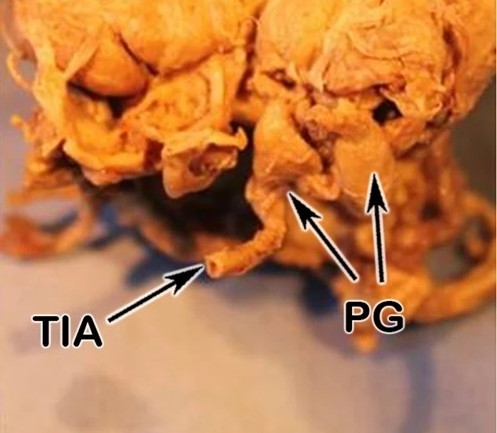
شریان تیروئیدایما به عنوان TIA، غده پاراتیروئید به عنوان PG

در صورت وجود، منبع اصلی خون‌رسانی شریان تیروئیدایما، غده تیروئید است، اگرچه به نای نیز خون‌رسانی می‌کند. این شریان ممکن است امتداد یابد و به خون‌رسانی به غده پاراتیروئیدها بپردازد. این شریان که به ندرت مشاهده می‌شود، در زمینه غده‌های پاراتیروئید بزرگ‌شده (پاراتیروئید آدنوم) بیشتر گزارش شده است. این شریان با خون‌رسانی به غده تیروئید، یا به غده‌های پاراتیروئید، به صورت یک واحد یا به شکل چندین شاخه خاتمه می‌یابد.
در موارد نادر، مشاهده شده است که این شریان منبع انحصاری خون‌رسانی به غده پاراتیروئید می‌باشد.

## اهمیت بالینی
این شریان در حدود ۳–۱۰٪ از جمعیت مشاهده می‌شود. شریان تیروئیدایما از نظر جراحی بسیار مهم است؛ به دلیل اندازه کوچک و حضور نادر، این شریان می‌تواند به عوارضی مانند خونریزی شدید منجر شود. آگاهی از وجود این شریان، به‌ویژه در حین انجام تراکستومی، سینه‌شکافی و تیروئیدبرداری اهمیت فراوانی دارد. همچنین، از آنجایی که این شریان کوچک‌تر از سایر شریان‌های تیروئید بوده و منشأ آن یکی از شریان‌های بزرگ‌تر است، بریدن ناگهانی آن طی عمل جراحی می‌تواند منجر به خونریزی شدید و از دست دادن حجم زیادی از خون شود. در صورت تشریح، این شریان ممکن است به سمت مدیاستن عقب‌نشینی کند و با ایجاد خونریزی یا تشکیل لخته در حفره سینه‌ای، وضعیت را پیچیده‌تر سازد.

## تاریخچه
شریان تیروئیدایما نخستین بار توسط آناتومیست آلمانی برجسته، یوهان ارنست نیوبائر، در سال ۱۷۷۲ میلادی شناسایی و توصیف گردید. به پاس این کشف، شریان مذکور به نام شریان تیروئیدی نیوبائر نیز شناخته می‌شود. این شریان به‌دلیل قرارگیری منشأ آن در موقعیتی پایین‌تر از شریان‌های تیروئیدی تحتانی، به‌عنوان پایین‌ترین شریان تیروئید نیز معرفی شده است. نام لاتین این شریان، Arteria thyroidea ima، انعکاسی از موقعیت آناتومیکی منحصربه‌فرد آن است.

## حیوانات دیگر
وجود شریان تیروئیدایما همچنین در میمون‌سانیان مشاهده شده است. این شریان در گوریل، میمون درازدست، ماکاک و دم‌بلند خاکستری گزارش شده است. تغییرات در منشأ نیز مشاهده شده است؛ به گونه‌ای که مشخص شده منشأ آن از آئورت در قفسه سینه یا از شریان کاروتید در گردن می‌باشد.